# Ана Лусия Кортес
Ана Лусия Кортес (на английски: Ana Lucia Cortez) е героиня в американския телевизионен сериал Изгубени, излъчван по телевизия ABC. Ролята на Ана Лусия се изпълнява от Мишел Родригес. Ана Лусия се появява за първи път като гостуваща звезда във финала на първия сезон на сериала, озаглавен Exodus, а във втория сезон е сред главните герои. След като самолетът на Океаник се разцепва във въздуха, опашката и предната му част попадат в двата края на мистериозен остров. Ана Лусия става лидер на оцелелите от опашката на самолета. Препратки към нейното минало в епизодите Collision и Two for the Road, където тя е централен герой, показват живота ѝ; като полицай преди катастрофата. В българския дублаж се озвучава от Елена Русалиева.
Родригес разпалва дискусии след като е спряна от полицията за шофиране под влиянието на алкохол няколко седмици преди героинята ѝ да бъде убита. Това води до спекулации, че това е причината за смъртта на героинята. Продуцентите на „Изгубени“ обявяват, че Родригес е искала да се снима в сериала само за един сезон, така че смъртта на Ана Лусия е планирана още в началото. Като цяло образът на Ана Лусия получава негативни оценки поради нейната враждебност и агресивност, и някои критици се радват, че е убита.

## Биография на героинята
Преди катастрофата Ана Лусия Кортез е полицай в Лос Анджелис. Тя забременява, но губи бебето след като е простреляна по време на обир.